# Pedro Muñoz de Alvarado
Pedro Muñoz de Alvarado fue un escultor del siglo XVII, de origen español, activo entre el año 1622 hasta el 1643. Trabajó para ensambladores como Tomás de Aguilar y Asensio de Salas, y está documentada su relación con Pedro de Noguera aunque no fructificase su colaboración en la obra de la sillería de la catedral.
Se desconoce su formación pero su estilo de mayor naturalismo que el de sus contemporáneos, hace que se le desvincule de la tradición montañesina dominante en la Lima de la época y se le relacione con la escuela castellana.

## Obras documentadas
- Sagrada Familia (1633) de la Capilla de San José de la catedral de Lima.
- Relieve de la Santísima Trinidad (1636) de la iglesia de la Merced de Lima.